# Marcel Lalouette
Marcel Lallouette, né le 16 décembre 1897 à Pontcey (Haute-Saône) et mort le 30 mai 1931 à Vilanova i la Geltrú (Espagne), était un aviateur français.

## Distinctions
- Chevalier de la Légion d'honneur[1] ,[2]
- Grand-croix d'or du Mérite aéronautique de Roumanie[2].